# Ягул (Зав'яловський район)
Ягу́л (рос. Ягул) — село в Зав'яловському районі Удмуртії, Росія.
Знаходиться на обох берегах середньої течії річки Ягулка, правої притоки Вожойки, обабіч північної кільцевої дороги навколо Іжевська. На річці створено ставок.
Назва села походить від удмуртських слів яг — бір та ул — внизу. До революції часто використовували перекладену назву — Підборинський починок.

## Населення
Населення — 3044 особи (2012; 2633 в 2010).
Національний склад станом на 2002 рік:
- росіяни — 52 %
- удмурти — 42 %

## Історія

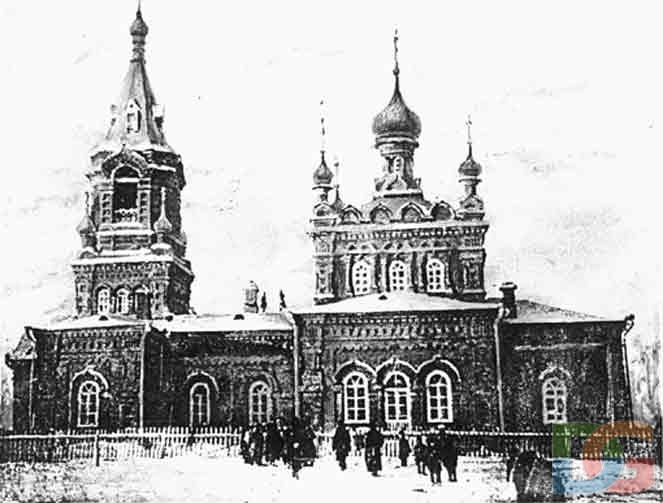
Петропавлівська церква

До революції село входило до складу Сарапульського повіту В'ятської губернії. За даними 10-ї ревізії в 1859 році в 26 дворах проживало 226 осіб, працювали млин та кузня. В 1915 році в селі була збудована Петропавлівська церква. В 1920 році село увійшло до складу Вотської АО, де стає центром Ягульської волості (пізніше була перейменована в Іжевсько-Нагірну). В 1924 році волость приєднується до Зав'яловської волості. В 1929 році вже Ягульська сільради входить до складу Іжевського району, а в 1937 році — у новостворений Зав'яловський район. В 1930 році була закрита церква, частково розібрана будівля. 1992 року збудована нова Преображенська церква. У 2005 році сільрада перетворюється в сільське поселення.

## Економіка
Із закладів соціальної сфери працюють середня школа, школа-інтернат № 2, дитячий садок, культурний комплекс, клуб.

## Урбаноніми[8]
- вулиці — Азовська, Академічна, Альпійська, Балтійська, Берегова, Березова, Будівників, Бурштинова, Василькова, Велика Смородинка, Верхня, Вишнева, Відрадна, Вільхова, Вознесенська, Горобинова, Джерельна, Дібровна, Дмитріївська, Дорожня, Зарічна, Західна, Зелена, Ільїнська, імені Азіна, Казанська, Кам'яна, Карибська, Каспійська, Квіткова, Кленова, Княжинська, Кубинська, Куршавельська, Лазорева, Лазурна, Липова, Лісова, Лучна, Лучне шосе, Мала Смородинка, Малинова, Мигдальна, Мирна, Михайлівська, Молодіжна, Нижня, Нова, Паркова, Первозванна, Петровська, Південна, Північна, Підлісна, Пісочна, Покровська, Польова, Празька, Преображенська, Простора, Радонезька, Райдужна, Ранкова, Різдвяна, Розсвітна, Ромашкова, Садова, Сільська, Слов'янська, Сонячна, Соснова, Союзна, Спортивна, Ставкова, Старомихайлівська, Степова, Столична, Східна, Татарська, Театральна, Тіниста, Тополина, Травнева, Троїцька, Удмуртська, Успенська, Фруктова, Хвойна, Холмогорова, Хрещенська, Червона, Черемхова, Чорноморська, Шкільна, Ягульська, Ядигарова, Ясна
- провулки — Горіховий, Горобиновий, Опушкино, Спортивний, Троїцький, Ягідний (іноді вказують як проїзд)
- проїзди — Вишній